# Myrraglansstare
Myrraglansstare (Lamprotornis shelleyi) är en fågel i familjen starar inom ordningen tättingar.

## Utseende och läte
Myrraglansstaren är en liten och mörk stare, med glänsande ovansida (blått på huvudet, grönt på större delen av vingarna), kastanjebrun undersida och gulorange öga. Arten liknar massajglansstaren, men är något mindre och mörkare, med djupare rostrött på buken och mindre kontrasterande vingfärg. Den påminner även om brunbukig glansstare, men saknar denna vita bröstband. De jamande lätena avges ofta i långa och ihållande serier.

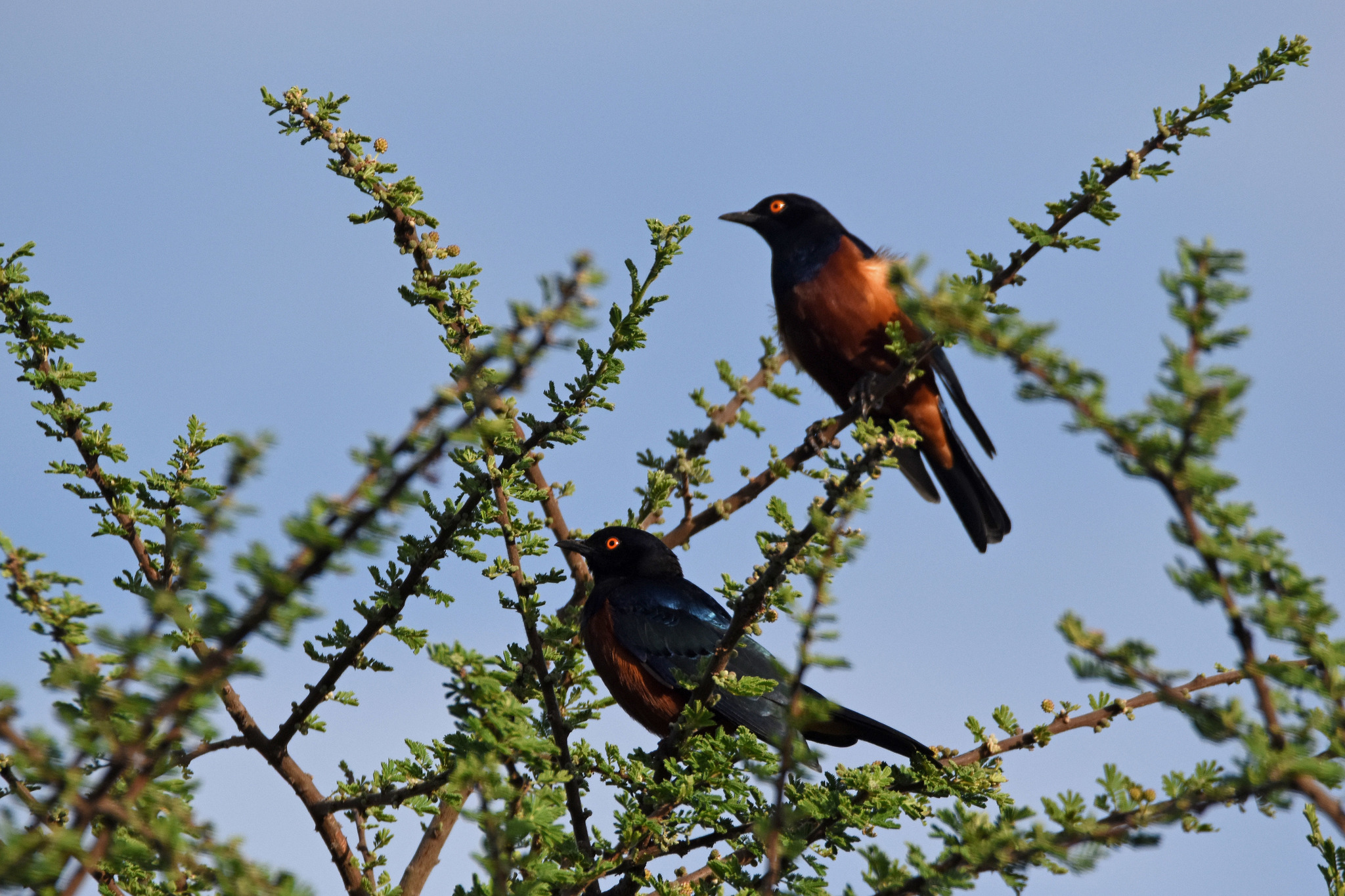

## Utbredning och systematik
Fågeln häckar i sydöstra Sydsudan, södra och östra Etiopien och norra Somalia. Den är delvis flyttfågel där de nordliga populationerna flyttar till södra Somalia, Kenya och nordöstra Tanzania. Den behandlas som monotypisk, det vill säga att den inte delas in i några underarter.

## Levnadssätt
Myrraglansstare hittas i torr törnsavann och törnbuskmarker. Den ses vanligen i små kringvandrande flockar, ofta tillsammans med andra stararter.

## Status
Arten har ett stort utbredningsområde och beståndet anses vara stabilt. Internationella naturvårdsunionen IUCN listar den därför som livskraftig (LC).

## Namn
Fågelns vetenskapliga artnamn hedrar George Ernest Shelley (1840-1910), geolog, samlare och ornitolog verksam i Australien, Egypten, Myanmar, Sudan och Sydafrika. Tidigare kallades den shelleyglansstare även på svenska, men justerades 2023 till ett mer informativt namn av BirdLife Sveriges taxonomikommitté.